# Korea Women League 1997
Die Korea Women League 1997 war die zweite Spielzeit der südkoreanischen Fußballliga der Frauen unter diesem Namen. Gespielt wurde diesmal nur in einer Runde.  

## Teilnehmer
| Team                       | Stadt   | Vereinsart             |
| -------------------------- | ------- | ---------------------- |
| Ulsan-Jeonmun-Universität  | Ulsan   | Universitätsmannschaft |
| Incheon Steel              | Incheon | Vereinsmannschaft      |
| Incheon Hebron FFC Mission | Incheon | Vereinsmannschaft      |

Gespielt wurde auf den Yuksa-Sportplatz.

### Abschlusstabelle
| Pl. | Verein                     | Sp. | S | U | N | Tore    | Diff. | Punkte |
| --- | -------------------------- | --- | - | - | - | ------- | ----- | ------ |
| 1.  | Incheon Steel (M)          | 2   | 2 | 0 | 0 | 006:000 | +6    | 06     |
| 2.  | Ulsan-Jeonmun-Universität  | 2   | 1 | 0 | 1 | 002:200 | ±0    | 03     |
| 3.  | Incheon Hebron FFC Mission | 2   | 0 | 0 | 2 | 000:600 | −6    | 0      |

| Zum 2. Spieltag: Meister der Korea Women League 1997 |                     |
| Zum Saisonende 1996:                                 |                     |
| (M)                                                  | Amtierender Meister |